# Pseudoleskea falcifolia
Pseudoleskea falcifolia là một loài Rêu trong họ Leskeaceae. Loài này được Dixon & Thér. mô tả khoa học đầu tiên năm 1942.